# Torii Hunter
Torii Kedar Hunter (nascido em 18 de julho de 1975) é um ex-jogador americano de beisebol profissional que atuou como campista central e campista direito. Ele jogou na Major League Baseball (MLB) pelo Minnesota Twins, Los Angeles Angels of Anaheim e  Detroit Tigers de 1997 até 2015. Hunter foi convocado cinco vezes para o All-Star Game, venceu nove prêmios Gold Glove Awards consecutivos como campista central e foi duas vencedor do prêmio Silver Slugger Award.